# Mido (Almeida)
Mido ist ein Ort und eine ehemalige Gemeinde im Nordosten Portugals. Regional bekannt ist das lokale Flussschwimmbad Praia fluvial do rio Côa am Rio Côa.

## Geschichte
Steingräber belegen eine vorgeschichtliche Besiedlung bis in die Zeit der römische Besiedlung. Der heutige Ort entstand vermutlich im Zuge der Besiedlungspolitik nach der mittelalterlichen Reconquista.
Die bedeutendsten Baudenkmäler des Ortes stammen aus dem 18. Jahrhundert, darunter die Gemeindekirche Igreja de Santo António und der Steinbrunnen.
Mit der Gebietsreform 2013 wurde die bis dahin eigenständige Gemeinde Mido aufgelöst und mit drei anderen Gemeinden zur neuen Gemeinde Leomil, Mido, Senouras e Aldeia Nova zusammengefasst.

## Verwaltung
Mido war Sitz einer gleichnamigen Gemeinde (Freguesia) im Kreis (Concelho) von Almeida im Distrikt Guarda. In der Gemeinde lebten 46 Einwohner auf einer Fläche von 9,41 km² (Stand 30. Juni 2011).
Die Gemeinde bestand nur aus der namensgebenden Ortschaft.
| 1864 | 1878 | 1890 | 1900 | 1911 | 1920 | 1930 | 1940 | 1950 | 1960 | 1970 | 1981 | 1991 | 2001 | 2011 |
| ---- | ---- | ---- | ---- | ---- | ---- | ---- | ---- | ---- | ---- | ---- | ---- | ---- | ---- | ---- |
| 217  | 254  | 244  | 255  | 216  | 198  | 208  | 224  | 235  | 223  | 126  | 105  | 83   | 59   | 46   |

Im Zuge der Gemeindereform vom 29. September 2013 wurden die Gemeinden Mido, Aldeia Nova, Senouras und Leomil zur neuen Gemeinde União das Freguesias de Leomil, Mido, Senouras e Aldeia Nova zusammengefasst.

## Töchter und Söhne
- Isilda Gomes (* 1951), Politikerin, seit 2024 EU-Abgeordnete